# Itacajá

Itacajá este un oraș în Tocantins (TO), Brazilia.